# Шангајски дијалект
Шангајски језик или шангајски дијалект је нарјечје кинеског Ву дијалекта који се говори у Шангају, и околини. Класификује се као сино-тибетански језик. Шангајски, као и други Ву дијалекти, углавном нису узајамно разумљиви са другим кинеским дијалектима, као што је стандардни мандарински или са другим гранама Ву језичке групе.
Шангајски дијалект је представник северног Ву дијалекта, и садржи вокабулар и изразе из целог северног Ву подручја (јужни Ђангсу, северни Џеђанг). Са готово 14 милиона говорника, шангајски је уједно и највећи усаглашен облик Ву кинеског језика. Треба се навести да већина људи у Шангају који говоре шангајски нису домаћи Шангајци, будући да се тамо многи преселили из других подручја који говоре различите дијалекте, јер је Шангај био један од лука отворена Европљанима, који су долазили у потрази за послом. У западним изворима, израз „шангајски“ често се односи на све Ву нарјечје, а не специфично одређен Ву дијалекат који се говори у Шангају. Укупан број говорника Ву је више од 80 милиона, други највећи нашироко говорен кинески језик након мандаринског.
Шангајски је богат сугласницима и чистим самогласницима. Попут других северних Ву нарјечја, шангајско нарјечје има звучних иницијала.

## Језичка политика
Шангајски се не говори у школама и не користи се за писање у новинама, и медији су ометани у емитовању на савременом шангајском језику. Постоји много неизвесности између тога што ће се емитовати у шангајском и то што ће постати цензурисано (због страха владе од регионализма), тако већина произвођача не узимају тај ризик и само производе у мандаринском. Неколико телевизијских реклама на шангајском језику су брзо уклоњени након приказања, али су постојали неке ТВ серије на шангајском које су одобрене од средине 1990-их, као на пример 1995. године играна ТВ серија под називом „Ние џаи“ (зли дуг) која је била на шангајском језику, када је емитована у другим подручјима Кине, углавном у сусједним Ву језичким покрајинама, додани су поднаслови у мандаринском.
Друга ТВ комедија „Лао нианг ђију“ (Стар ујак) се емитује од 1999, те је још увек прилично популарна међу становницима Шангаја.
У 2004. цртани филм Том и Џери који је био преведен на шангајски је био блокиран. Старији и сеоски облици шангајског још увек се чују на радију (за агрокултурне заједнице у предграђима). Међутим, Шангајце влада охрабрује да говоре мандарински и познате личности су стављени на огласним таблама уз пароле попут: „Буди модерна особа Шангаја, говори мандарински“.
У августу 2005. појавила се вест да ће се шангајски учити у средњој школу, што је довело до полемике. Заговорници су тврдили да ће то направити да студенти упознају боље свој родни завичај и помоћи очувању локалне културе. Противници су тврдили да ће то подстаћи дискриминацију на основу људског порекла.
У септембру 2005. шангајска локална управа је покренула кампању како би се подстакло мандарински говор у Шангају. Сви радници услуга у Шангају су морали да поздраве купце само на мандаринском језику а морали су да проћу и испит мандаринског језика до 2010. Они са лошим или тешко акцентованом мандаринском изговору морали су да се упишу на поправне курсеве мандаринског.

## Разумљивост и варијације
Шангајски није међусобно разумљив са било којим дијалектом мандаринског језика. Разумљив је око 50% (са 28,9% лексичких сличност са мандаринским који се чује у Пекингу) са стандардном мандаринском језику. То отприлике одговара лексичкој сличности између њемачког и француског језика. Савремен шангајски, међутим, је значајно био утицан од стране савременог мандаринског језика. Ово чини да се шангајски који говоре млади у граду разликује од оног које говоре старије популације. То такође значи да је уметање мандаринског у шангајским реченицама током свакодневног разговора врло честа појава. Као у већим деловима кинеског језика, лакше је да локални говорник схвати мандарински него да мандарински говорник разуме локални говор.
Шангајски је део шире подврсте Бу кинеског језика. Сличан је, до одређеног степена, језику који се чује у сусједним подручјима Куншан, Суџоу и Нингбо. Људи који се друже међу тим подручјима не морају прескакати између језика на мандарински кад говоре међусобно. Међутим, постоји знатне тонске и фонолошке промене које не ометају разумљивост. Шангајски као континуитет Ву дијалекта, приказује многе значајне промене у фонологији и лексикону што се више удаљује од Шангаја да више није могуће да се разговара са разумљивости. Већина говорника шангајског увиђају, када дођу до града Вусји, велике разлике. Слично томе, дијалект Хангџоу се разуме од стране већине говорника шангајског, али се сматра „грубљи“. Дијалект Венџоу, који се говори у јужној Џеђианг покрајини, иако се сматра део Ву подгрупа језика, нимало није разумљив за шангајске говорнике.

## Фонологија
Гласови шангајског су категоризовани у иницијале и риме. Иницијал је први део слога, најчешће сугласник а рима је део који следи. Тон је такође фонолошка функција у шангајском.

### Први глас слога
|             |              | Лабијални | Дентални | Палатални | Веларни | Ларингалан |
| ----------- | ------------ | --------- | -------- | --------- | ------- | ---------- |
| Назални     |              |           |          |           |         |            |
| Плозив      | безвучни     |           |          |           |         |            |
| Плозив      | аспирован    |           |          |           |         |            |
| Плозив      | ненапет глас |           |          |           |         |            |
| Африкативни | безвучни     |           |          |           |         |            |
| Африкативни | аспирован    |           |          |           |         |            |
| Африкативни | ненапет глас |           |          |           |         |            |
| Фрикатив    | безвучни     |           |          |           |         |            |
| Фрикатив    | ненапет глас |           |          |           |         |            |
| Апроксимант | Апроксимант  |           |          | ()        | ()      |            |

Шангајски дијалекат има комплет „звучних“ (заправо ненапетих гласова), као и тенуис и хуктаво изговорени запорници и африкативи. Такође, ту има безвучних и ненапетих комплета фрикатива. Палатални иницијали су такође особина у шангајском наречју.

### Тонови
Шангајски систем тонова је једноставнији од других Ву дијалекта. Међутим, традиционални описи користе уобичајену класификацију кинеских тонова, са пет именованих тонова у овом случају:
| Јин (陰)  | Јин пинг (陰平) | Јин шанг-ћу (陰上去) | Јин ру (陰入)  |
| --------- | --------------- | -------------------- | -------------- |
| Јин (陰)  | ИПА = (52)      | = (335)              | = (5)          |
| Јанг (陽) | Јанг шу (陽舒)  | Јанг шу (陽舒)       | Јанг ру (陽入) |
| Јанг (陽) | = (113)         | = (113)              | = (23)         |

Појам јанг шу представља спајање регистре јанга од повијесних пинг, шанг, и ћу тонова. Фактори који су довели до одвајања јин-јанга и даље постоје у шангајском, како и у другим Ву дијалектима: тонови јанг постоје само са звучним иницијалима, док тонови јин постоје само са безвучним иницијалима. Тонови ру су стрми, и описују оне риме које се завршавају са ларингалним запорником .

## Тонски сандхи
| Почетни глас | 1 слог | 2 слога | 3 слога | 4 слога | 5 слога |
| ------------ | ------ | ------- | ------- | ------- | ------- |
| безвучни     |        |         |         |         |         |
|              |        |         |         |         |         |
|              |        |         |         |         |         |
|              |        |         |         |         |         |
|              |        |         |         |         |         |
|              |        |         |         |         |         |
| звучни       |        |         |         |         |         |
|              |        |         |         |         |         |
|              |        |         |         |         |         |
|              |        |         |         |         |         |

## Обичне речи и изрази
Напомена: кинески знакови за шангајски нису стандардизовани и дати су само за референцу. ИПА транскрипција је за средњи период модерног шангајског (中派上海话), изговора оних између 20 и 60 година.
| Превод                     | ИПА       | Кинеско писмо                                       |
| -------------------------- | --------- | --------------------------------------------------- |
| Шангајски језик            | []        | 上海閒話 или 上海闲话                               |
| Шангајци (народ)           | []        | 上海人                                              |
| Ја                         | []        | 我                                                  |
| Ми или ја                  | []        | 阿拉（我拉）                                        |
| он/она                     | []        | 伊（其）                                            |
| они                        | []        | 伊拉                                                |
| ти                         | []        | 侬（儂）                                            |
| ви                         | []        | 㑚                                                  |
| здраво                     | []        | 侬好（儂好）                                        |
| довиђења                   | []        | 再会（再會）                                        |
| хвала                      | [] или [] | 谢谢侬（謝謝儂）                                    |
| извини                     | []        | 对勿起（對勿起）                                    |
| али, ипак                  | [, []     | 但是, 但是呢                                        |
| молим                      | []        | 请（請）                                            |
| то                         | [], []    | 哎只, 伊只                                          |
| тамо                       | [], []    | 哎垯, 伊垯                                          |
| тамо онде                  | [], []    | 哎面垯, 伊面垯                                      |
| овде                       | []        | 箇垯（搿垯）                                        |
| имати                      | []        | 有得                                                |
| постојати, овде, садашњост | []        | 辣嗨                                                |
| сада, садашњост            | []        | 现在（現在）                                        |
| које је време?             | []        | 现在几点钟？（現在幾點鐘?）                         |
| где                        | [], []    | 何里耷（何裏耷）, 啥地方                            |
| шта                        | []        | 啥个,做啥                                           |
| ко                         | []        | 啥人                                                |
| због чега                  | []        | 为啥（為啥）                                        |
| када                       | []        | 啥辰光                                              |
| како                       | []        | 哪能, 哪能介                                        |
| колико?                    | []        | 几钿?几块洋钿?（幾鈿?幾塊銀頭?）                    |
| да                         | []        | 哎                                                  |
| не                         | [], []    | 呒、弗是、呒没                                      |
| телефонски број            | []        | 电话号头（電話號頭）                                |
| дом                        | []        | 屋里向（屋裏向）                                    |
| Дођи до наше куће за игру. | []        | 到阿拉屋里向来孛相（白相）！（到阿拉屋裏向來孛相!） |
| Где је тоалет?             | []        | 汏手间勒勒阿里耷?（汏手間勒勒阿裏耷?）              |
| Да ли си вечерао?          | []        | 夜饭吃过了𠲎?（夜飯吃過了𠲎?）                      |
| Ја не знам                 | []        | 我弗晓得.（我弗曉得.）                              |
| Да ли говориш енглески?    | []        | 侬英文讲得来𠲎?                                     |
| Ја те волим                | []        | 我爱侬！（我愛儂!）                                 |
| Ја те обожавам             | []        | 我爱慕侬.（我愛慕儂!）                              |
| Ја те доста волим          | []        | 我老欢喜侬个！（我老歡喜儂個）                      |
| вести                      | []        | 新闻（新聞）                                        |
| мртво                      | []        | 死脱了                                              |
| живо                       | []        | 活辣海（活着）                                      |
| пуно                       | []        | 交关（邪气）                                        |
| унутра                     |           | 里向                                                |
| ван                        |           | 外頭                                                |
| Како си?                   | []        | 侬好伐？（儂好伐？）                                |